# Acropora forskali
Acropora forskali е вид корал от семейство Acroporidae.

## Разпространение и местообитание
Този вид е разпространен в Британска индоокеанска територия, Египет, Еритрея, Йемен, Израел, Йордания, Кения, Коморски острови, Мавриций, Мадагаскар, Майот, Мозамбик, Реюнион, Саудитска Арабия, Сейшели, Сомалия, Судан, Танзания и Южна Африка.
Обитава океани, морета, заливи и рифове.

## Описание
Популацията на вида е намаляваща.